# Podkolanówki

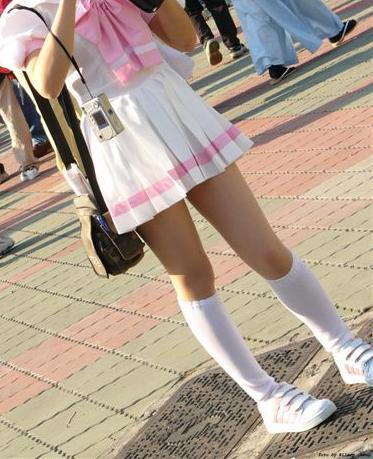
Przykład podkolanówek

Podkolanówki – skarpetki zakrywające stopę i nogę poniżej kolana. Dodają modnego akcentu do codziennych i klasycznych strojów, zarówno w chłodne, jak i ciepłe dni.
Są one zwykle noszone przez kobiety w wielu społeczeństwach. W przeciwieństwie do zwykłych skarpet są one zwykle wykonane z nylonu lub innych materiałów merynosowych. Istnieją również różne rodzaje i zastosowania podkolanówek damskich.

## Historia
Starożytni Grecy, Egipcjanie, Rzymianie i Europejczycy nosili odzież podobną do podkolanówek. Podkolanówki pojawiły się po raz pierwszy w czasach Cesarstwa Rzymskiego. W tamtych czasach ludzie owijali łydki tkaniną i wiązali je pasem dla ochrony przed zimnem.

## Japonia
W Japonii podkolanówki wniosły również znaczący wkład w subkulturę otaku. Część uda widoczna między spódnicą a podkolanówkami znana jest jako „zettai ryōiki”.
W wielu przypadkach dziewczyny pracujące w kawiarniach maid café również noszą podkolanówki w połączeniu z krótkimi spódniczkami.